# 蓮古田二郎
蓮古田 二郎（はすこだ じろう）は日本の漫画家。『週刊ヤングマガジン』で連載された、一話読み切り形式の団地を舞台にしたギャグ漫画、しあわせ団地が代表作。

## 作品
- 兄弟ヌード（読み切り）
- しあわせ団地（週刊ヤングマガジン、連載中）
- カフェめるへん（月刊ヤングマガジン）
- 原始バカ一族（web漫画アクション堂、連載中）
- 虫娘ミドリの幸福（ヤングチャンピオン、読み切り）
- しくじり工場 (週刊漫画ゴラク、読み切り)

| スタブアイコン | サブスタブ | この項目は、まだ閲覧者の調べものの参照としては役立たない、漫画家・漫画原作者に関連した書きかけの項目です。この項目を加筆・訂正などしてくださる協力者を求めています（P:漫画/PJ:漫画家）。 |